# クロカムリクラゲ
クロカムリクラゲ（学名：Periphylla periphylla）は、カムリクラゲ目に属するクラゲの一種。クロカムリクラゲ属 Periphylla は単型。全世界の海に分布し、日本近海では300m以深の深海で見られる。発光する赤色の種で、鉢虫綱では珍しくポリプ段階を経ない。光を嫌うため、深い場所に生息する。暗い夜には水面で見つかることもある。

## 分布
ノルウェーのフィヨルドや地中海をはじめ、世界のほぼすべての海で見られるが、北極海からは知られていない。アイスランドやグリーンランド海でも見られ、近年はバレンツ海北部で個体数が増加している。ノルウェーのLurefjordenとスピッツベルゲン島西部でもよく見られる。分布域は水深、食料の豊富さ、光量に大きく影響される。分布は物理的条件によっても左右され、気象条件が厳しい場合や、日光が強すぎる場合、水面から離れた位置に留まることが観察されている。分布は水温によっても左右され、通常は水温4-11℃域に生息するが、水温が20℃近くまで達しても生存は可能である。

## 生息地
水深2700mまで生息し、暗い環境に適応している。暗い環境だけでなく、非常に不透明で濁った水域でも見られる。日光は成体に非常に有害で、若い個体にとってはさらに致命的であるため、こうした暗い環境に生息していると考えられている。生息水深は一日を通して変化する。夜間は水深約13.75mで多く見られ、日中は水深150mでも見られる。日中の水深150mでの個体数は、夜間のほぼ3倍である。水深250mでも見られ、日中には全個体数の3分の1が下層に留まっていたが、日が沈んだ後では同じ深さの個体数は10%未満だった。この観察の結果、太陽光の量に応じて、常に水柱全体にわたって日周鉛直移動を行っていることが明らかになった。しかし体格や年齢によって、異なる深さで見られることもある。若い個体は大きさも小さく体力も少ないため、常に深い場所で見つかる傾向にある。

## 形態
体長は最大30cmに達し、平均湿重量は540gである。個体間で大きさに差異は少ない。体の90%は水分で、残りは組織とゼラチン状の塊である。生物発光によって内部から光を発し、赤い光が仲間同士の合図となる。縁弁の間には小さな感覚球があり、これによって明暗を区別することができる。光を避けることが観察されており、光恐怖症と呼ばれている。体の成分は炭水化物が少量、脂質が中程度、タンパク質が多量である。内胚葉と間充ゲルの層からなる12本の触手があるが、姿勢は個体によって異なる。51個体の観察により、8種類の異なる姿勢があることが判明した。最も一般的な触手の姿勢は、口部-反口部を貫く体軸に対して45度の角度で伸びた触手と、同体軸に対して45-90度の角度で伸びた触手の2種類である。これらの触手の姿勢は、個体ごとの遊泳方法を示している。

## 生態と行動
垂直に泳ぎ、数種類の遊泳速度がある。基本的には2cm/s未満の速度で垂直に泳いでいる。全速力で泳ぐ場合は10cm/s以上に達することもあるが、これは短時間のみで、その後は垂直方向に移動しない時間が続くと想定されている。2017年には、食性の調査のために多くの個体が捕獲された。調査の結果、各個体の消化器には平均5種類の獲物が含まれていた。消化器内の獲物の割合としては、カイアシ類が27%、翼足目が23%、端脚類が20%、オキアミが17%、毛顎動物が13%であった。満腹になると、水面から深海へと向きを変える。本種の排泄物は、他の深海生物の餌となる。触手は口を背にした状態にし、泳ぎながら移動する。触手には様々な独特な筋肉があり、縦走筋、輪状筋、放射状筋、斜筋が含まれる。最も独特な筋肉は、縦走筋と斜筋である。縦走筋は素早く触手を移動させ、口に獲物を運ぶ役割がある。斜筋は獲物を捕まえるために使われる。ハゲイワシ属の Alepocephalus bairdii やシロダラ、アタマエビ属の Notostomus robustus、ウメボシイソギンチャク科の Isotealia antarctica などが天敵である。危険を感じると青く発光し、捕食者を追い払う。胃腔は暗紫色であり、食べた獲物の発する光が外に漏れ、天敵に見つかることを防いでいる。

## 繁殖と成長
刺胞動物門でも珍しくポリプ世代を経ず、エフィラ世代も経ない。成長と生殖の面においても独特で、有性生殖をするがプラヌラ段階を経ない種は鉢虫綱でも本種のみである。雌は生殖腺内に何千もの卵を持ち、この卵は刺胞動物の中では最大の大きさである。雌は少数の卵しか産まない。水面に卵を放出し、捕食者の視界が制限される深さまで急速に沈んでいく。開放的な水域で受精卵を放出し、これが直接クラゲに成長する。成長は卵黄に全面的に依存している。卵黄の供給は成長の第一段階で見られ、これは核が分散する段階であり、核の多くはこの段階でのみ見つかる。成長の第二段階では、小さな陥入が見られ、これは後に口へと成長する。卵黄の供給はその時までには核の上のわずか1-2層にまで縮小する。内胚葉の分泌物を通じて酸性の粘液が発生する。成長の第三段階に入ると、前端に滑らかな穴が見える。口の最初の兆候があり、体の形は帽子に似ている。卵黄の量はこの段階を通して減少し、3-4層に存在する。発達の第4段階では、傘に4つの陥入があり、その内側に胃の隔壁が形成される。この段階では、ヒストンの最初の兆候がある。第5段階では、16個の弁と4個の感覚細胞が発達し、クラゲの形ははるかに明確になっている。また、卵黄はほとんど存在しない。第6段階では、不透明なゼラチン状の塊が初めて見られる。口丘の端にある十字形の口が開く。第7段階ではクラゲの形に近づき、12本の触手と4本の感覚器がある。この段階では色素沈着は見られないが、繊毛が初めて見られる。最後の第8段階では、紫色の色素が口と胃に見られる。